# Try (曲)
「Try」（トライ）は、LIVの2枚目のシングル。

## 概要
押尾学が主演を務める関西テレビ制作・フジテレビ系『春ランマン』主題歌ということもあり、最大のヒット・シングルとなった。

## 収録曲
1. Try
2. Let's go to the moon

作詞：押尾学　作曲：南徹　編曲：南徹・押尾学